# Biloxi (parada)
La parada Biloxi forma parte del Corredor Sur Occidental, en Quito, Ecuador.
Opera con distintas líneas la cual tiene un intervalo de cada 1 minuto. Con éstas se conectan hacia el norte y el sur. Esta estación transporta más de 2600 pasajeros al día. Conecta el sector de la Biloxi a la Floresta, Seminario Mayor, Itchimbía, Estadio Olímpico, y la Vicentina (al Norte) y a Buenaventura, Chillogallo, Girón, La Merced, Santa Rosa y el Terminal Quitumbe.
- Datos: Q5728717